# Desa Purwasari (administrativ by i Indonesien, Jawa Barat, lat -6,62, long 106,72)
Desa Purwasari är en administrativ by i Indonesien.   Den ligger i provinsen Jawa Barat, i den västra delen av landet, 50 km söder om huvudstaden Jakarta.